# Edifício Residencial do Terrapleno Kotelnitcheskaya
O Edifício Residencial do Terrapleno Kotelnicheskaya (em russo: Котельническая набережная) é um dos sete arranha-céus stalinistas criados em Moscou na década de 1950. As obras foram iniciadas em setembro de 1947 e concluídas em 1952, com projetos de Dmitry Chechulin (arquiteto-chefe de Moscou) e Andrei Rostkovsky. A torre principal tem 32 andares (incluindo pisos mecânicos) e sua altura é de 176 metros.
O edifício também incorpora um bloco de apartamentos de 9 andares com vista para o rio Moskva, projetado pelos mesmos arquitetos entre 1938 e 1940. Originalmente construído em um severo estilo stalinista, com acabamentos de parede de estuque úmido, foi re-acabado em painéis de terracota na torre principal e adquiriu coroas pseudo-góticas ornamentadas sobre seus 12 cantos elevados e torre central. No final da Segunda Guerra Mundial, a ala lateral foi convertida em residência multi-familiar chamada "kommunalka", em contraste com o status da projetada torre principal de elite.
A torre principal, de estrutura convencional, tem uma seção hexagonal com três alas laterais (18 andares, incluindo dois pavimentos mecânicos). Embora o prédio não seja excepcionalmente alto ou maciço, a "elevação" de cinco camadas reforçadas, de uma ala lateral plana de 9 andares para a espiral, produz uma imagem visual de uma estrutura muito superior. A estrutura esconde visualmente a chamada "Shvivaya Gorka", uma colina com arquitetura histórica e um labirinto de ruas inclinadas. Chechulin foi inicialmente criticado por completo desrespeito nessa área, mas sua influência burocrática amenizou qualquer crítica.